# Bekoji
Bekoji – miasto w Etiopii.

## Mieszkańcy
W 2005 roku miasto liczyło 234 741 mieszkańców.
Z Bekoji pochodzi Tirunesh Dibaba, etiopska lekkoatletka, biegaczka długodystansowa, wielokrotna mistrzyni olimpijska.